# Ray Parlour
Raymond « Ray » Parlour, né le 7 mars 1973 à Romford (Grand Londres), est un footballeur international anglais.
Il finit sa carrière à Hull City après avoir joué pour Arsenal FC, Middlesbrough et l'équipe d'Angleterre de football.

## Biographie

### Arsenal FC (1989-2004)
Ray Parlour rejoint le club londonien d'Arsenal en 1989.

#### Arrivée dans l'équipe première (1992-1996)
Ray Parlour joue son premier match professionnel le 29 janvier 1992 contre Liverpool, où le milieu de terrain concède un penalty qui contribue à la défaite 2-0 de son équipe. Sept mois plus tard, Parlour rattrape son erreur en renversant le score.
George Graham a foi dans le jeune Parlour et le joueur s'impose au milieu de terrain.
Lors de la saison 1994-1995, Parlour participe à la finale de la Coupe d'Europe des vainqueurs de coupe perdue contre le Real Saragosse.

#### Épanouissement sous Wenger (1996-2000)
C'est à l'arrivée d'Arsène Wenger en 1996 que l'Anglais devient titulaire. Il joue alors sur l'aile droite mais aussi au poste de milieu central. En 1997-1998, il est un joueur clé du doublé de son club et est élu joueur du match contre Newcastle United, en finale de la Coupe d'Angleterre, remportée 2-0 par Arsenal.
Le 25 novembre 1998, lors du match Arsenal–RC Lens à l'occasion de l'avant-dernier match du groupe E de la Ligue des champions 1998-1999 qui est la seule victoire d'un club français dans le stade de Wembley, Ray Parlour est exclu après avoir reçu un second carton jaune après une altercation avec Cyril Rool. En mars 1999, Ray Parlour est élu pour la première et dernière fois Joueur du mois de Premier League.
En finale de la Coupe UEFA 1999-2000 face à Galatasaray, Ray Parlour est le seul londonien à réussir son tir-au-but et ne peut éviter la défaite des siens (0-0 tab 4-1).

#### Derniers titres avec les Gunners (2000-2004)
Le 9 décembre 2000, Ray Parlour participe à la large victoire d'Arsenal face à Newcastle (5-0) en réalisant un coup du chapeau (trois buts) en faveur des Gunners.
Parlour continue à connaitre le succès avec Arsenal, puisque le club remporte un second doublé en 2002. Il est cependant moins populaire que des joueurs comme Patrick Viera ou Thierry Henry. C'est finalement son but en finale de la Coupe d'Angleterre 2002 contre Chelsea qui lui permet d'attirer l'attention médiatique. Bien servi par Sylvain Wiltord, il ouvre le score d'une frappe enroulée du droit à la 70e minute.
Après ce doublé en 2002, des problèmes de genou et de l'émergence de Freddie Ljungberg mettent sa place au sein de l'équipe en difficulté.
Lors de la saison 2003-2004, l'international anglais se blesse et ne dispute que seize matches tandis qu'Arsenal s'envole vers le titre,.
Au total, Parlour remporte trois championnats, quatre Coupes d'Angleterre, une Coupe de la Ligue, une Coupe des coupes et a joué 464 matchs pour 32 buts marqués toutes compétitions confondus. Il est le douzième joueur le plus capé de l'histoire des Gunners.

### Middlesbrough (2004-2007)

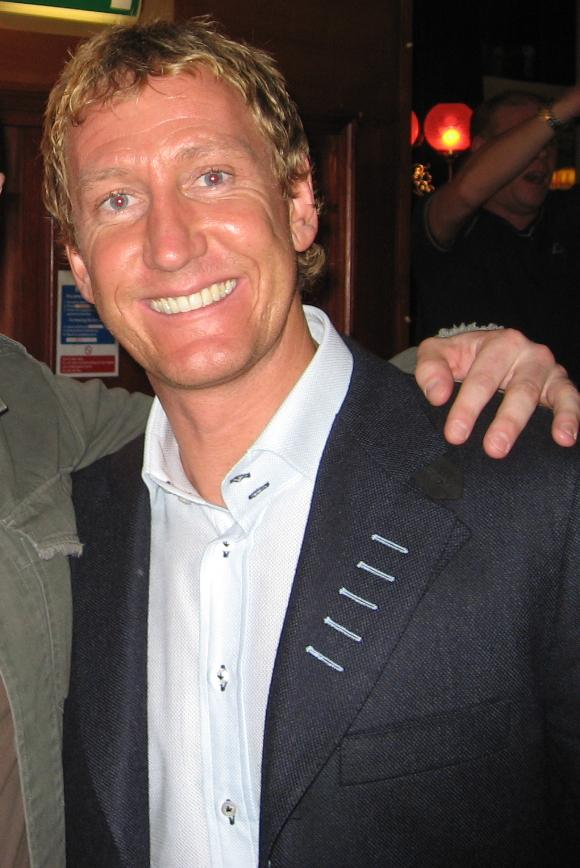
Ray Parlour en 2006.

À l'été 2004, le Middlesbrough FC engage le milieu de terrain, libre de tout contrat. Parlour, 31 ans, signe un contrat de trois ans et rejoint un club qui se prépare pour la première saison européenne de son histoire.
Parlour joue 60 matchs en 2 ans et demi. Il ne participe cependant pas à la défaite 4-0 en finale de la Coupe UEFA 2005-2006 contre le FC Séville.

### Fin de carrière à Hull City (2007)
Le 9 février 2007, il signe en faveur de Hull City jusqu'à la fin de la saison. Il voit son contrat non prolongé quand il aide le club à se maintenir en Football League Championship. Il décide alors de prendre sa retraite.

### En équipe d'Angleterre (1992-2000)
Lors de ses premières années en tant que membre de l'équipe première d'Arsenal, Parlour obtient en parallèle douze sélections en sélection espoirs.
Au terme de la saison 1997-1998 et malgré un doublé coupe-championnat réalisé avec son club d'Arsenal, il n'est pas retenu par Glenn Hoddle, le sélectionneur national de l'époque, pour participer à la Coupe du monde 1998.
Parlour fait finalement ses débuts internationaux le 27 mars 1999 où il entre en cours du match de qualification pour l'Euro 2000 contre la Pologne (victoire 3-1). Cependant, il ne participe pas à la phase finale à cause d'une blessure au genou juste avant l'Euro. Le 15 novembre 2000, il joue sa dernière rencontre internationale contre l'Italie.

### La retraite de joueur
En juin 2012, il rejoint le Wembley FC (D9 anglaise) pour accompagner le club pour la Coupe d'Angleterre. D'autres internationaux l'accompagnent : Martin Keown, Graeme Le Saux et Ugo Ehiogu, l’Argentin Claudio Caniggia et l’Américain Brian McBride, l’ancien sélectionneur anglais Terry Venables et l’ancien portier international David Seaman,.

## Statistiques
Le tableau ci-dessous illustre les statistiques de Ray Parlour durant sa carrière professionnelle,.
| Saison                | Club                  | Championnat           | Championnat | Championnat | Coupe(s) nationale(s) | Coupe(s) nationale(s) | Compétition(s) continentale(s) | Compétition(s) continentale(s) | Compétition(s) continentale(s) | Angleterre | Angleterre | Total | Total |
| Saison                | Club                  | Division              | M.          | B.          | M.                    | B.                    | Comp.                          | M.                             | B.                             | M.         | B.         | M.    | B.    |
| 1991-1992             | Arsenal FC            | D1                    | 6           | 1           | -                     | -                     | C1                             | 1                              | 0                              | -          | -          | 7     | 1     |
| 1992-1993             | Arsenal FC            | Premier League        | 21          | 1           | 8                     | 1                     | -                              | -                              | -                              | -          | -          | 29    | 2     |
| 1993-1994             | Arsenal FC            | Premier League        | 27          | 2           | 5                     | 0                     | -                              | -                              | -                              | -          | -          | 32    | 2     |
| 1994-1995             | Arsenal FC            | Premier League        | 30          | 0           | 7                     | 0                     | C2                             | 9                              | 0                              | -          | -          | 46    | 0     |
| 1995-1996             | Arsenal FC            | Premier League        | 21          | 0           | 4                     | 0                     | -                              | -                              | -                              | -          | -          | 25    | 0     |
| 1996-1997             | Arsenal FC            | Premier League        | 29          | 2           | 3                     | 0                     | C3                             | 2                              | 0                              | -          | -          | 34    | 2     |
| 1997-1998             | Arsenal FC            | Premier League        | 34          | 5           | 11                    | 1                     | C3                             | 2                              | 0                              | -          | -          | 47    | 6     |
| 1998-1999             | Arsenal FC            | Premier League        | 35          | 6           | 8                     | 0                     | C1                             | 4                              | 0                              | 3          | 0          | 50    | 6     |
| 1999-2000             | Arsenal FC            | Premier League        | 30          | 1           | 4                     | 1                     | C1+C3                          | 3+8                            | 0+3                            | 4          | 0          | 49    | 5     |
| 2000-2001             | Arsenal FC            | Premier League        | 33          | 4           | 4                     | 0                     | C1                             | 10                             | 2                              | 3          | 0          | 50    | 6     |
| 2001-2002             | Arsenal FC            | Premier League        | 27          | 0           | 5                     | 2                     | C1                             | 8                              | 0                              | -          | -          | 40    | 2     |
| 2002-2003             | Arsenal FC            | Premier League        | 19          | 0           | 7                     | 0                     | C1                             | 2                              | 0                              | -          | -          | 28    | 0     |
| 2003-2004             | Arsenal FC            | Premier League        | 25          | 0           | 7                     | 0                     | C1                             | 5                              | 0                              | -          | -          | 37    | 0     |
| Sous-total            | Sous-total            | Sous-total            | 337         | 22          | 73                    | 5                     | -                              | 54                             | 5                              | 10         | 0          | 474   | 32    |
| 2004-2005             | Middlesbrough FC      | Premier League        | 33          | 0           | 2                     | 0                     | C3                             | 6                              | 0                              | -          | -          | 41    | 0     |
| 2005-2006             | Middlesbrough FC      | Premier League        | 13          | 0           | 2                     | 0                     | C3                             | 4                              | 0                              | -          | -          | 19    | 0     |
| 2006-2007             | Middlesbrough FC      | Premier League        | -           | -           | -                     | -                     | -                              | -                              | -                              | -          | -          | 0     | 0     |
| Sous-total            | Sous-total            | Sous-total            | 46          | 0           | 4                     | 0                     | -                              | 10                             | 0                              | 0          | 0          | 60    | 0     |
| 2007                  | Hull City             | D2                    | 15          | 0           | -                     | -                     | -                              | -                              | -                              | -          | -          | 15    | 0     |
| Total sur la carrière | Total sur la carrière | Total sur la carrière | 398         | 22          | 77                    | 5                     | -                              | 64                             | 5                              | 10         | 0          | 549   | 32    |

## Palmarès
Avec Arsenal :
- Premier League : vainqueur en 1998, 2002, 2004
- Coupe d'Angleterre : vainqueur en 1993, 1998, 2002, 2003 ; finaliste en 2001
- League Cup : vainqueur en 1993
- Coupe d'Europe des vainqueurs de coupe : vainqueur en 1994 ; finaliste en 1995
- Coupe UEFA : finaliste en 2000

Avec Middlesbrough :
- Coupe UEFA : finaliste en 2006

Avec l'équipe d'Angleterre espoirs :
- Tournoi de Toulon : vainqueur en 1994